# Johan Brynolf Blomqvist
Pour les articles homonymes, voir Blomqvist.
Johan Brynolf Blomqvist (né en 1855 à Suomenlinna, Grand-duché de Finlande - décédé en 1921 à Viipuri, Finlande) est un architecte finlandais.

## Biographie
Blomqvist a une longue influence à Viipuri dont il est architecte municipal.
Blomqvist a aussi conçu d'autres bâtiments en Finlande.
En 1890, il est l'un des fondateurs de l'association des Amis de l'art à Viipuri et il est professeur à l'École de dessin des amis de l'Art de Viipuri.
L'un des bâtiments les plus significatifs conçus par Johan Blomqvist est la  Maison Dementjeff (fi) dans le quartier Katajanokka à Helsinki. 
Ce bâtiment carré est construit en 1855 à côté de la cathédrale Ouspenski 1885 pour le marchand d'origine russe Grigori Dementjeff.
C'est la première maison d'habitation à Helsinki équipée de lumières électriques.
En 1990 est paru un livre sur l'histoire du bâtiment.
Blomqvist a aussi conçu les travaux de transformation de l'ancienne mairie de Viipuri en Musée, et la Petite chapelle du cimetière de Käppärä (fi) de Pori. 
C'est l'un des premières chapelles funéraires de Finlande.

## Ouvrages principaux
- 1895, Ancienne mairie de Viipuri,
- 1885, Maison Dementjeff (fi), Helsinki,
- 1892, Petite chapelle du cimetière de Käppärä (fi), Pori,
- 1898, Ancien bâtiment et entrepôt des douanes de Viipuri (fi),
- 1906, Caserne des pompiers, Viipuri.

## Galerie

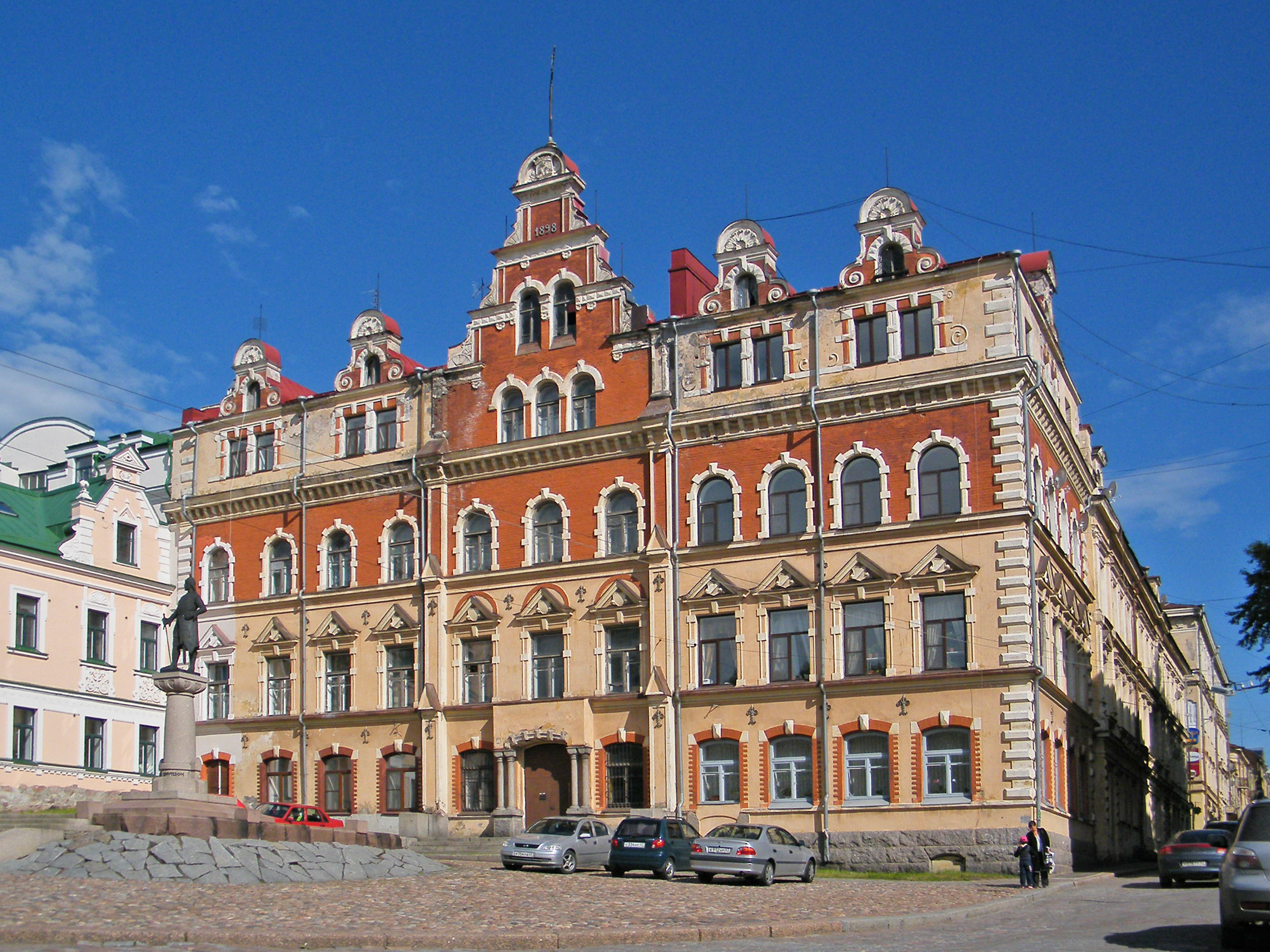
Ancienne mairie de Viipuri
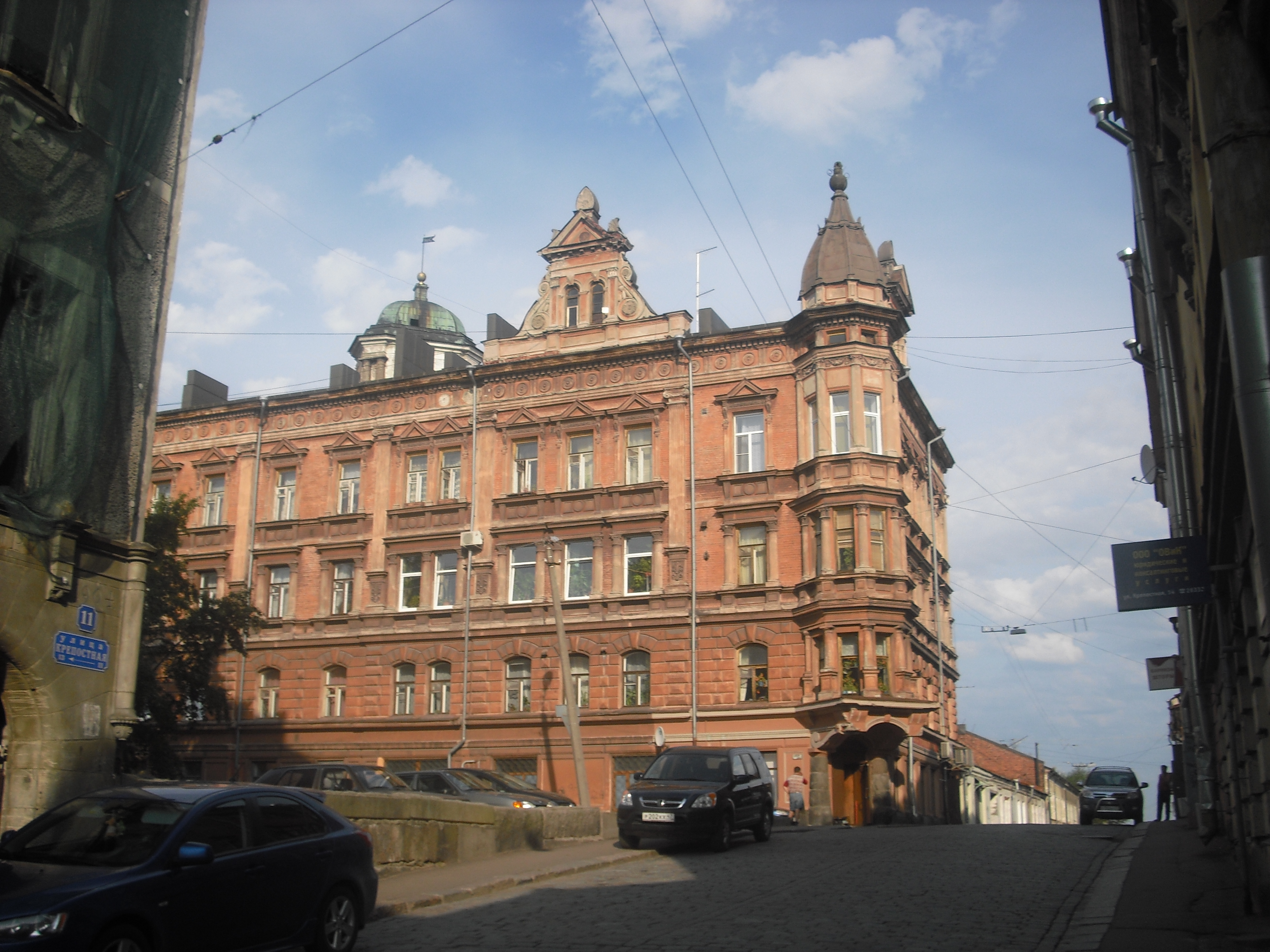
Maison Buttenhoff, Viipuri.
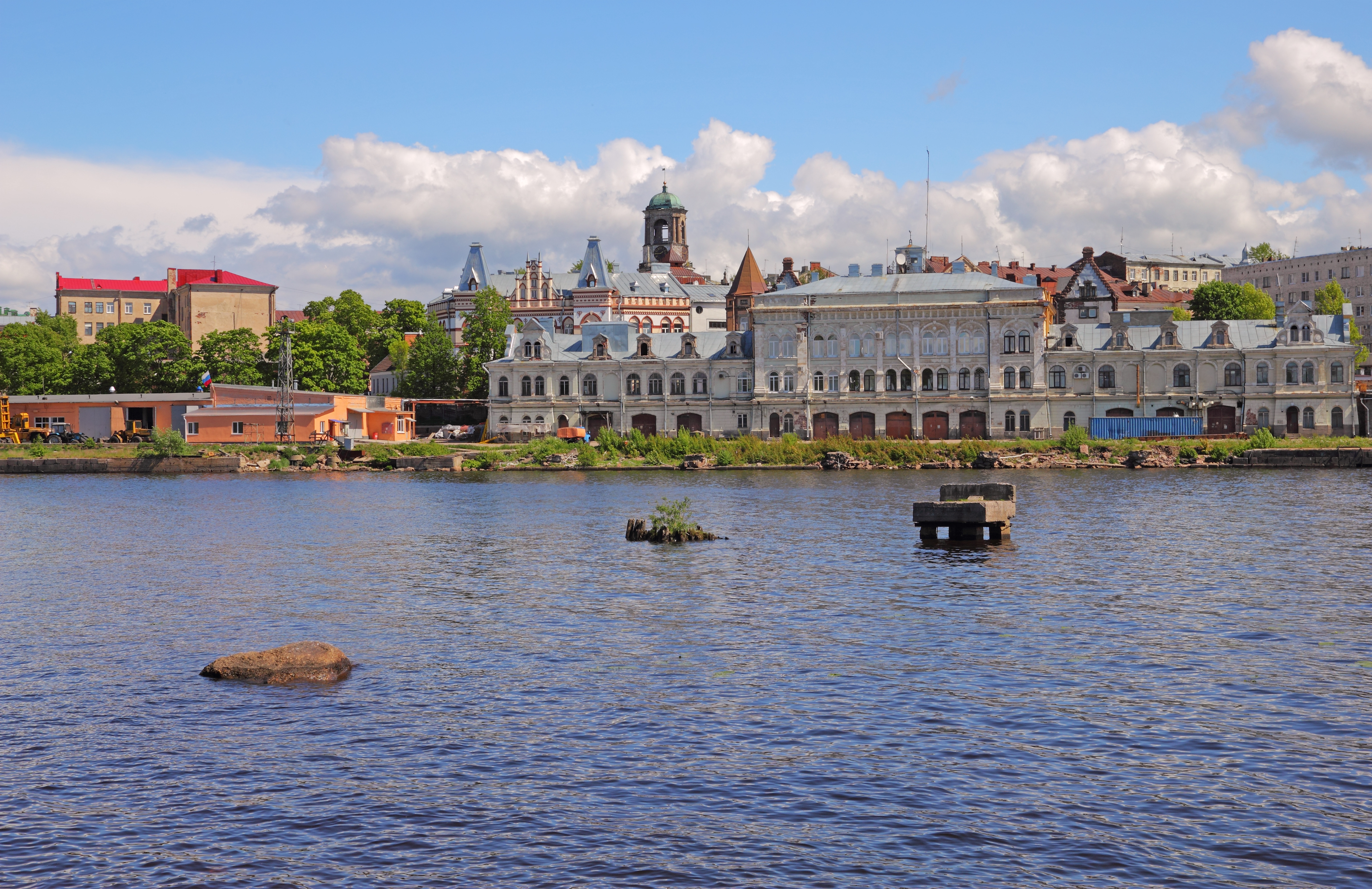
Ancien bâtiment et entrepôt des douanes de Viipuri (fi).
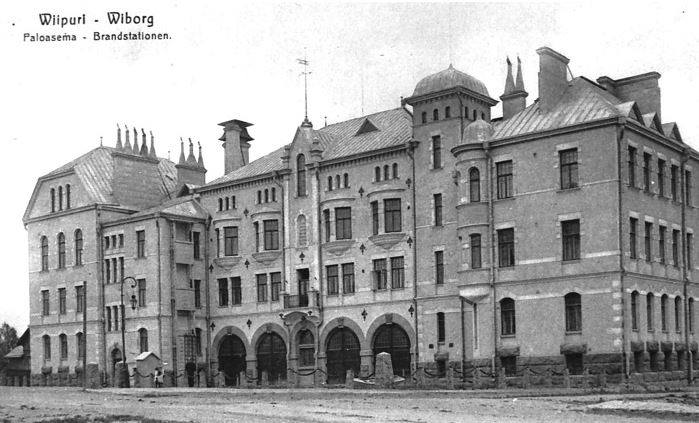
Caserne des pompiers,  Viipuri.
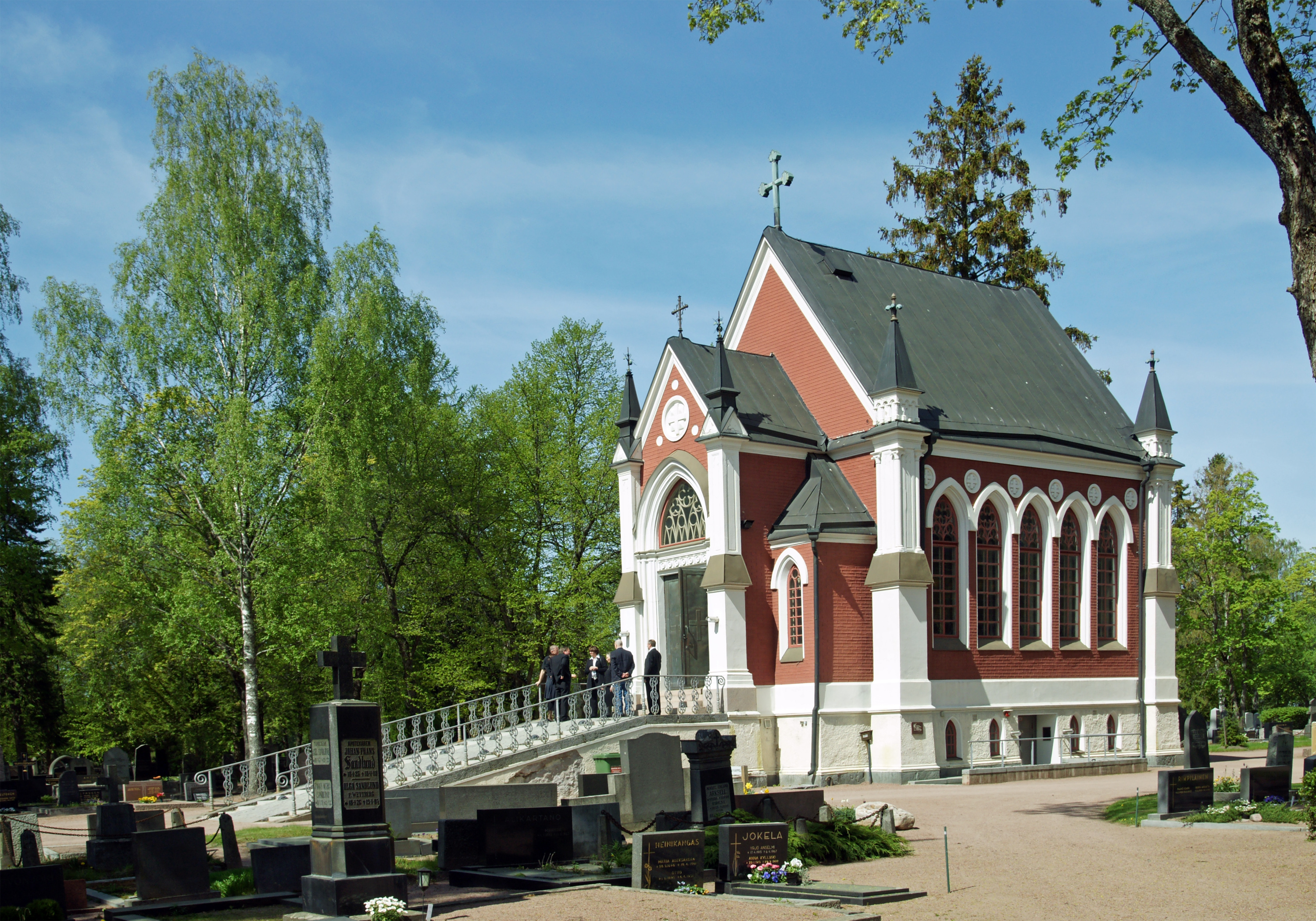
Petite chapelle du cimetière de Käppärä (fi), Pori